# Thalma de Freitas
Thalma de Freitas, née le 14 mai 1974 à Rio de Janeiro, est une actrice, chanteuse et compositrice brésilienne.

## Carrière
Fille du compositeur, chef d'orchestre et pianiste Laércio de Freitas (pt), elle commence à étudier le chant et le théâtre au Teatro Escola Macunaíma (pt) à l'âge de 14 ans. Elle fait ses débuts d'actrice en 1992, dans une production scénique de Hair, et fait ses débuts à la télévision en 1996 dans la telenovela de Rede Manchete, Xica da Silva (pt). Elle obtient ensuite un contrat d'exclusivité avec TV Globo, grâce auquel elle joue dans plus d'une douzaine de telenovelas.
Elle fait ses débuts dans la musique en 2004, avec l'album Thalma,. La même année, elle reçoit le prix de la meilleure actrice dans un second rôle au Festival du film de Gramado pour son interprétation dans As Filhas do Vento (pt) de Joel Zito Araújo.
En 2012, elle se produit lors de la cérémonie de clôture des Jeux paralympiques de Londres avec Carlinhos Brown et Os Paralamas do Sucesso,. En tant que compositrice, elle collabore avec divers artistes dont Gal Costa, Mariana Aydar, Gaby Amarantos, Ed Motta et Filipe Catto (en). Elle collabore également avec Kamasi Washington sur trois albums. Son album Sorte!, en collaboration avec le compositeur John Finbury, est nommé pour un Grammy Award dans la catégorie « Meilleur album de jazz latin »,.
Mariée au photographe Brian Cross (en), avec qui elle a une fille, elle vit depuis 2012 à Los Angeles.

## Discographie
- 1996 : Thalma (Sony Music)
- 2004 : Thalma de Freitas (EMI)
- 2007 : Carnaval Só No Ano Que Vem (Som Livre)
- 2019 : Sorte! (avec John Finbury, Green Flash Music)

## Filmographie

### Cinéma
- 2001 :
  - O Xangô de Baker Street
  - Bufo & Spallanzani (pt)
- 2003 : O Corneteiro Lopes (pt)
- 2004 : As Filhas do Vento (pt)
- 2006 : Alabê de Jerusalém
- 2009 : Heaven Garden (court métrage)
- 2012 : Gonzaga: de Pai pra Filho (pt)
- 2013 : Mundo Invisível (pt)
- 2017 : Erase Me (court métrage)
- 2023 : Dulcinea

### Télévision
- 1996 :
  - Xica da Silva (pt)
  - Vira Lata (pt)
- 1998 :
  - Dona Flor e Seus Dois Maridos (pt)
  - Malhação
  - Labirinto (pt)
- 1999 : Andando nas Nuvens (en)
- 2000 : Secrets de famille
- 2001 : Le Clone
- 2003 : Kubanacan (en)
- 2004 : Começar de Novo (en)
- 2005 : Bang Bang (en)
- 2006 : Lu
- 2007 :
  - Som Brasil (pt)
  - Sete Pecados
- 2009 :
  - Caras & Bocas
  - Som Brasil
- 2010 : Malhação
- 2012 : Malhação 2012 (pt)
- 2023 : Histórias (Im)Possíveis (pt)
- 2024 : Dona Beja (pt)